# Branden Grace
Branden J. Grace (1988) is een Zuid-Afrikaanse golfprofessional. Hij debuteerde in 2008 op de Sunshine Tour en in 2009 op de Europese Tour. Grace is familie van Michiel Bothma en Darren Fichardt.

## Amateur
Grace werd ondersteund door de Ernie Els and Fancourt Foundation. Nadat hij het South African Amateur Strokeplay Championship had gewonnen, kreeg hij een wildcard voor het 2007 South African Airways Open, waar hij als beste amateur op de 40ste plaats eindigde en een zilveren medaille kreeg. Ook eindigde hij in de top-10 bij de Lytham Trophy en de Brabazon Trophy.
Zijn beste ronde was een 64 op The Berkshire Golf Club.

### Gewonnen
- 2006: Zuid-Afrikaans Amateur Kampioenschap (strokeplay), Freddie Tait Cup
- 2007: South African Airways Open (beste amateur)

## Professional
Grace werd in 2007 professional, waarna hij op de Europese Challenge Tour speelde. De belangen van Grace worden behartigd door International Sports Management (ISM).
Hoogtepunten
In 2008 verloren Grace en Rafael Cabrera Bello de play-off van Seve Benson van de Ypsilon Golf Challenge by Alex Cejka. 

In 2009 won hij individueel drie grote Pro-Am's, hij behaalde vijf top-10 plaatsen w.o. een 2de plaats bij het Afrika Open, achter Retief Goosen. 

In 2010 won hij met zijn team de Dimension Data Pro-Am, werd hij 2de bij de Nashua Masters en behaalde twee weken later zijn eerste grote overwinning. 

In 2011  behaalde hij zes top-10 plaatsen en eindigde hij als nummer 9 op de rangorde, waardoor hij zich plaatste voor de Finals van de Europese Tourschool. In januari 2012 won hij het Joburg Open, waarna hij twee jaar speelrecht kreeg op de Europese Tour.
Hij begon 2012 met een 14de plaats bij het Africa Open 2012, en een week later won hij het Joburg Open en stond hij aan de leiding van de Sunshine Tour Order of Merit. De week daarop won hij de Volvo Golf Champions, die ook in Zuid-Afrika gespeeld werd. Drie maanden later won hij in China de play-off van Ernie Els en Retief Goosen. Hij stond in juli nummer 4 op de Race To Dubai en nummer 52 op de wereldranglijst.

## Erelijst
Europese Tour
| Nr. | Datum            | Toernooi                          | Score           | Score | Info                                         |
| --- | ---------------- | --------------------------------- | --------------- | ----- | -------------------------------------------- |
| 1   | 15 januari 2012  | Joburg Open                       | 67-66-65-72=270 | –17   |                                              |
| 2   | 22 januari 2012  | Volvo Golf Champions              | 68-66-75-71=280 | –12   | Won de play-off van Ernie Els, Retief Goosen |
| 3   | 22 april 2012    | Volvo China Open                  | 67-67-64-69=267 | –21   |                                              |
| 4   | 7 oktober 2012   | Alfred Dunhill Links Championship | 60-67-69-70=266 | –22   |                                              |
| 5   | 14 december 2014 | Alfred Dunhill Championship       | 62-66-72-68=268 | –20   |                                              |
| 6   | 24 januari 2015  | Commercial Bank Qatar Masters     | 67-68-68-66=269 | –19   |                                              |

Sunshine Tour
| Nr. | Datum             | Toernooi                           | Score           | Score | Info |
| --- | ----------------- | ---------------------------------- | --------------- | ----- | ---- |
| 1   | 18 november 2010  | Coca-Cola Charity Championship     | 68-71-70=209    | –7    |      |
| 2   | 15 januari 2012   | Joburg Open                        | 67-66-65-72=270 | –17   |      |
| 3   | 28 september 2012 | Vodacom Origins of Golf Tour Final | 69-72-68=209    | –10   |      |
| 4   | 14 december 2014  | Alfred Dunhill Championship        | 62-66-72-68=268 | –20   |      |
| 5   | 22 februari 2015  | Dimension Data Pro-Am              | 71-68-69-70=278 | –11   |      |

## Teamcompetities
Professional
- Presidents Cup (Internationale team): 2013
- World Cup ( RSA): 2013